# Rtyňka
Rtyňka (niem. Aupa) – rzeka w północnych Czechach, lewy dopływ Úpy o długości 8,3 km. 
Źródło na Podgórzu Karkonoskim, w Rtyňské brázdě pod Jestřebími horami na wschód od miejscowości Rtyně v Podkrkonoší, na wysokości 520 m n.p.m. Płynie przez miejscowości: Rtyně v Podkrkonoší, Batňovice i Úpice. Uchodzi do Úpy na wysokości 330 m n.p.m.
Długość – 8,3 km, powierzchnia dorzecza – 35,3 km², średni roczny przepływ u ujścia – 0,29 m³/s.
Dopływy – Rtyňka ma dwa większe prawe dopływy: Petrovický potok i Markušovický potok.